# 2018년 동계 패럴림픽 개막식

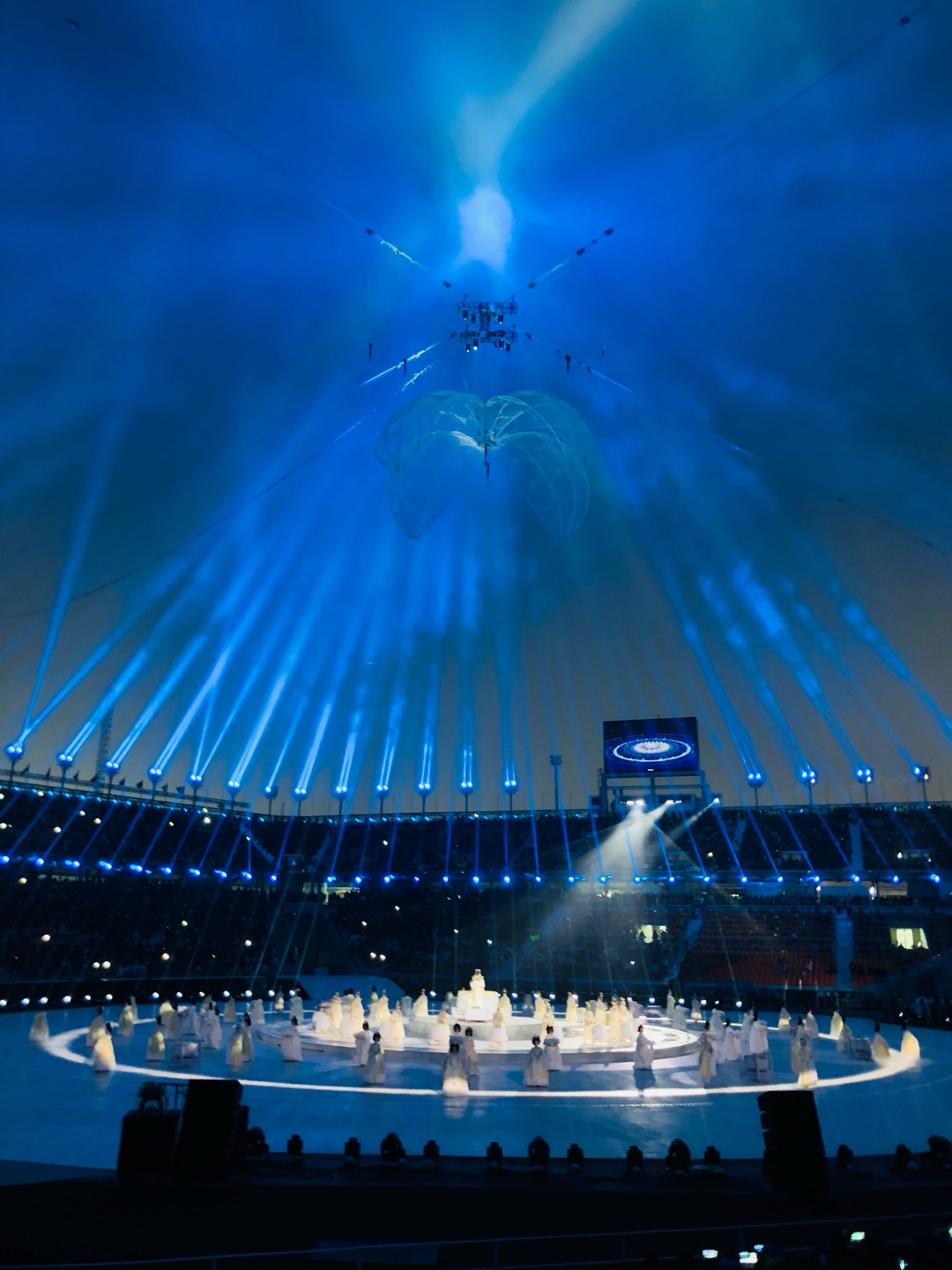
2018년 동계 패럴림픽 개막식

2018년 동계 패럴림픽 개막식은 2018년 3월 9일 오후 8시에 대한민국 평창 올림픽 스타디움에서 진행된 2018년 동계 패럴림픽의 개회 행사이다.

## 같이 보기
- 2018년 동계 패럴림픽 폐막식
- 2018년 동계 올림픽 개막식
- 2018년 동계 올림픽 폐막식